# Лэйн, Эварт
Эварт Джозеф Лэйн (англ. Ewart Joseph Layne; 7 мая 1958, Сент-Джорджес) — гренадский коммунистический политик и военный, член политбюро ЦК Нового движения ДЖУЭЛ. Подполковник гренадской армии (PRA), начальник штаба PRA, член Народно-революционного правительства, министр обороны Гренады в 1981 году. Участник государственных переворотов марта 1979 и октября 1983. Заместитель председателя Революционного военного совета в октябре 1983. Осуждён по процессу Гренада 17, приговорён к смертной казни с заменой на пожизненное заключение. Освобождён в 2009 году.

## Коммунистический активист
Родился в католической семье. В детстве отличался глубокой религиозностью. После окончания школы и колледжа работал преподавателем математики и экономики. Совмещал преподавание с активной деятельностью в коммунистическом подполье.
С ранней юности Эварт Лэйн проникся идеями марксизма-ленинизма. Участвовал в создании молодёжного движения JOY. Вступил в коммунистическую группировку OREL, участвовал в кампании Бернарда Корда на парламентских выборах 1976 года. После создания Нового движения ДЖУЭЛ (NJM) Лэйн вошёл в число «12 апостолов» — костяка Национально-освободительной армии — и прошёл военную подготовку в Гайане. Был известен под кличкой Headache (Головная боль).

## Военная и партийно-правительственная карьера
Эварт Лэйн сыграл одну из ключевых ролей в государственном перевороте и свержении правительства Эрика Гейри 13 марта 1979. Он был одним из командиров успешной атаки боевиков NJM на правительственные казармы. С приходом к власти NJM и Народно-революционного правительства (PRG) во главе с Морисом Бишопом 21-летний Лэйн получил звание капитана и стал одним из руководителей Народно-революционной армии. С ноября 1979 года — член ЦК NJM.
В функции PRA входили политические репрессии, в армейском ведении находились места заключения. В 1980 году капитан Лэйн получил взыскание ЦК за жестокое обращение с заключёнными (редкий случай в истории NJM).
В июне 1981 года Эварт Лэйн был произведён в майоры и занял пост министра обороны Гренады. Три месяца спустя по предложению заместителя премьер-министра Бернарда Корда система военного управления была реорганизована; майор Лэйн назначен начальником штаба PRA. В 1982 году Эварту Лэйну было присвоено звание подполковника и предоставлена должность заместителя министра обороны (этот пост занимал тогда сам премьер-министр Бишоп).
С конца 1981 года Лэйн состоял также в секретном правительственном комитете по обороне и безопасности. В октябре 1982 стал членом высшего органа партийно-государственного руководства — политбюро ЦК NJM.
Подполковник Эварт Лэйн являлся ближайшим подчинённым командующего PRA генерала Хадсона Остина. Именно Лэйн осуществлял повседневное оперативное управление гренадской армией. Одновременно он командовал первым военным округом PRA. Руководил армейской системой партийно-политического воспитания, курировал парторганизацию NJM на строительстве международного аэропорта. Возглавлял совет директоров гренадской сельскохозяйственной госкомпании.
Политически Эварт Лэйн стоял на позициях ортодоксального коммунизма, ориентировался на идеологию OREL и группу Бернарда Корда—Хадсона Остина. Выступал за коллективизацию и огосударствление сельского хозяйства Гренады. Добивался тотального партийного контроля над обществом; проявлял обеспокоенность даже в связи с распространением «элементов раста» (при том, что растаманы в основном поддерживали режим NJM). Покровительствовал проправительственным элементам; известен случай, когда Лэйн вынудил дирекцию пивоваренного предприятия оплатить дни прогула работнику-милиционеру.
В 1983 году Эварт Лэйн посещал СССР по линии контактов между гренадским и советским министерствами обороны.

## Роль в перевороте 1983
Осенью 1983 года Эварт Лэйн был одним из лидеров сталинистской группы Бернарда Корда в противоборстве с популистской группой Мориса Бишопа. Он был категорическим противником планов Бишопа по нормализации отношений с США и либерализации режима. На заседании ЦК NJM 25 сентября 1983 Лэйн поддерживал требование Корда к Бишопу разделить верховную власть. В октябре Лэйн был одним из авторов решения о смещении и аресте Бишопа.
19 октября 1983 сторонники Бишопа освободили его из-под ареста и захватили армейскую штаб-квартиру в Форт-Руперте. 25-летний подполковник Эварт Лэйн приказал 23-летнему лейтенанту Каллистусу Бернарду вернуть Форт-Руперт под контроль правительственных сил. Результатом стало кровопролитное столкновение. Штаб-квартира была отбита, Морис Бишоп, Юнисон Уайтмен, Жаклин Крефт и несколько их ближайших сподвижников расстреляны на месте, трупы сожжены.
В тот же день генерал Хадсон Остин распустил PRG и создал Революционный военный совет (RMC) под своим председательством. Эварт Лэйн занял пост заместителя председателя RMC.

## Арест, суд, приговор
Переворот, кровопролитие и убийство Мориса Бишопа создали повод для вторжения США на Гренаду, начавшегося 25 октября 1983. Эварт Лэйн пытался оказать сопротивление американским войскам. Скрывался вместе с генералом Остином и майором Корнуоллом (укрытие предоставляли граждане ГДР). 27 октября все трое были обнаружены американцами, арестованы и переданы новым гренадским властям. (В то же время сам Лэйн утверждал, будто был взят в плен 30 октября.)
Эварт Лэйн предстал перед судом в составе группы Гренада 17. По его словам, 19 октября 1983 он подвергался физическому давлению. В то же время, Лэйн не пытался переложить на высшее командование ответственность за отданный им приказ о штурме Форт-Руперта.
В декабре 1986 года четырнадцать подсудимых — в том числе Бернард Корд, Хадсон Остин, Леон Корнуолл, Каллистус Бернард, Эварт Лэйн — были признаны виновными в перевороте, узурпации власти и убийстве в Форт-Руперте и приговорены к смертной казни. В 1991 году смертные приговоры заменили на пожизненное заключение.

## «Пробуждение» и освобождение
В тюрьме Ричмонд Хилл Эварт Лэйн получил степень бакалавра права Лондонского университета. Участвовал в адвентистской пенитенциарной программе борьбы с наркоманией. Организовывал среди заключённых спортивные соревнования, участвовал в тюремных строительных работах. Юридическая защита Лэйна утверждала, что он пережил в заключении «духовное пробуждение».
В 1996 году Эварт Лэйн участвовал в написании открытого послания Reflections and Apologies — Размышления с просьбой о прощении. В этом документе «некоторые бывшие лидеры NJM» заявили о принятии на себя морально-политической ответственности за происшедшее на Гренаде в 1979—1983, принесли извинения гренадскому народу за пережитые бедствия и обязались в будущем прекратить политическую деятельность.
В сентябре 1999 Эварт Лэйн сделал заявление для СМИ, в котором сообщил, что по «молодости и незрелости» не предвидел «катастрофических последствий» своих действий 19 октября 1983 года. Он снова подтвердил, что отдал приказ о штурме Форт-Руперта. Этот свой акт он мотивировал тем, что сторонники Бишопа перешли к силовому противостоянию, которое грозило гражданской войной.
Эварт Лэйн был освобождён 5 сентября 2009 (вместе с Бернардом Кордом, Каллистусом Бернардом, Леоном Корнуоллом, Селвином Стрэчаном, Лиэмом Джеймсом, Дэйвом Бартоломью) после почти 26-летнего заключения.
В начале 2014 года Эварт Лэйн опубликовал книгу We Move Tonight — Мы двинем сегодня ночью, в которой изложил свою версию октябрьских событий 1983.